# Nội suy
Nội suy là phương pháp ước tính giá trị của các điểm dữ liệu chưa biết trong phạm vi của một tập hợp rời rạc chứa một số điểm dữ liệu đã biết.
Trong khoa học kỹ thuật, người ta thường có một số điểm dữ liệu đã biết giá trị bằng cách lấy mẫu thực nghiệm. Những điểm này là giá trị đại diện của một hàm số của một biến số độc lập có một lượng giới hạn các giá trị. Thường chúng ta phải nội suy (hoặc ước tính) giá trị của hàm số này cho một giá trị trung gian của một biến độc lập. Điều này có thể thực hiện bằng phương pháp đường cong phù hợp hoặc phân tích hồi quy.

## Ví dụ
Ví dụ, chúng ta có một số giá trị của hàm số chưa biết f như sau.
|  | x |  | f(x) | f(x) | f(x) |
|  | 0 |  | 0    |      |      |
|  | 1 |  | 0    | .    | 8415 |
|  | 2 |  | 0    | .    | 9093 |
|  | 3 |  | 0    | .    | 1411 |
|  | 4 |  | −0   | .    | 7568 |
|  | 5 |  | −0   | .    | 9589 |
|  | 6 |  | −0   | .    | 2794 |

Đồ thị biểu hiện các điểm đã biết trong ví dụ.

Nội suy là phương pháp để ước tính hàm f tại các điểm trung gian, chẳng hạn như điểm x = 2.5.
Có rất nhiều phương pháp nội suy khác nhau. Một số những lưu ý khi lựa chọn phương pháp phù hợp là: Độ chính xác , chi phí, số điểm dữ liệu cần thiết

## Phân loại
- Nội suy tuyến tính (Linear).
- Nội suy tam tuyến (Trilinear)
- Nội suy đa thức (Polynomial)
- Nội suy kriging
- Nội suy trọng số gần nhất (Nearest neighbour weighted)
- Nội suy số kế cận tự nhiên (Natural Neighbour)
- Nội suy chốt trục (Spline)
- Nội suy khoảng cách nghịch đảo có trọng số (Inverse Distance Weighted)

## Ứng dụng
Nội suy là một công cụ toán học cơ bản được ứng dụng rộng rãi trong nhiều ngành thực nghiệm như công nghệ thông tin, kinh tế, tài chính, dầu khí, xây dựng, y học, truyền hình, điện ảnh và những ngành cần xử lý dữ liệu số khác...